# Milano-Sanremo 2009
La Milano-Sanremo 2009, centesima edizione della corsa, si disputò il 21 marzo 2009 ed affrontò un percorso totale di 298 km. Venne vinta dal britannico Mark Cavendish con il tempo di 6h42'31".
Alla partenza, alle 9.45 a Milano, erano presenti 196 corridori, 162 dei quali portarono a termine il percorso.

## Percorso
Come l'anno precedente, la corsa passò per la salita delle Mànie, il Passo del Turchino, Capo Mele, Capo Cervo, Capo Berta, la Cipressa e il Poggio. I corridori svoltarono in via Nino Bixio per immettersi sul Lungomare Italo Calvino, raggiungendo il traguardo in piazzale Carlo Dapporto.

## Squadre e corridori partecipanti
Alla partenza era presente anche Lance Armstrong, ritornato dopo il ritiro del 2005. Hanno dovuto rinunciare alla corsa Óscar Freire, per una caduta al Tour of California, Fränk Schleck, vittima di una caduta in allenamento, Alessandro Ballan e Fabian Cancellara, colpiti dal Citomegalovirus. Prima della partenza ha dato forfait anche Mirco Lorenzetto.
| N.      | Cod. | Squadra                          |
| ------- | ---- | -------------------------------- |
| 1-8     | ASA  | Acqua & Sapone-Caffè Mokambo     |
| 11-18   | ALM  | AG2R La Mondiale                 |
| 21-28   | AST  | Astana Team                      |
| 31-38   | BAR  | Team Barloworld                  |
| 42-48   | BBO  | Bbox Bouygues Telecom            |
| 51-58   | GCE  | Caisse d'Epargne                 |
| 61-68   | FLM  | Ceramica Flaminia-Bossini Docce  |
| 71-78   | CTT  | Cervélo TestTeam                 |
| 81-88   | COF  | Cofidis                          |
| 91-98   | SDA  | Serramenti Diquigiovanni-Androni |
| 101-107 | EUS  | Euskaltel-Euskadi                |
| 111-117 | FDJ  | Française des Jeux               |
| 121-128 | FUJ  | Fuji-Servetto                    |

| N.      | Cod. | Squadra                 |
| ------- | ---- | ----------------------- |
| 131-138 | GRM  | Team Garmin-Slipstream  |
| 141-148 | ISD  | ISD                     |
| 151-158 | LAM  | Lampre-N.G.C.           |
| 161-168 | LIQ  | Liquigas                |
| 171-178 | LPR  | LPR Brakes-Farnese Vini |
| 181-188 | QST  | Quick Step              |
| 191-198 | RAB  | Rabobank                |
| 201-208 | SIL  | Silence-Lotto           |
| 211-218 | THR  | Team Columbia-High Road |
| 221-228 | KAT  | Team Katusha            |
| 231-238 | MRM  | Team Milram             |
| 241-248 | SAX  | Team Saxo Bank          |

## Resoconto degli eventi
La gara partì da Milano alle 9.45. Dopo una cinquantina di chilometri caddero Stuart O'Grady (Saxo Bank), Rene Mandri (AG2R) e Fabio Sabatini (Liquigas) e furono costretti tutti al ritiro.
Al km 102 tentarono la sortita 11 corridori, tra cui Cheula (già attivo nella prima ora), Bertolini e Ignat'ev, che guadagnarono fino a 3'30" sul gruppo. Gli ultimi "superstiti" dei battistrada vennero ripresi poco prima del Poggio. Sulla salita, bagarre tra Davide Rebellin, Filippo Pozzato e Vincenzo Nibali, che non creò ulteriore selezione, dopo una prima scrematura sulle rampe della precedente Cipressa. La vittoria decise in volata: ai 250 metri Heinrich Haussler anticipò tutti con uno sprint lungo, ma Mark Cavendish si lanciò all'inseguimento e vinse in rimonta grazie al colpo di reni, superando il rivale della Cervélo di qualche centimetro sul traguardo. Al terzo posto Thor Hushovd, compagno di squadra di Haussler.
Il corridore dell'Isola di Man del Team Columbia pareggiò, superando l'arrivo di Piazzale Dapporto, il conto tra vittorie straniere ed italiane alla Sanremo (50 a 50).

## Ordine d'arrivo (Top 10)
| Pos. | Corridore           | Squadra       | Tempo    |
| ---- | ------------------- | ------------- | -------- |
| 1    | Mark Cavendish      | Columbia      | 6h42'31" |
| 2    | Heinrich Haussler   | Cervélo       | s.t.     |
| 3    | Thor Hushovd        | Cervélo       | a 2"     |
| 4    | Allan Davis         | Quick Step    | s.t.     |
| 5    | Alessandro Petacchi | LPR Brakes    | s.t.     |
| 6    | Daniele Bennati     | Liquigas      | s.t.     |
| 7    | Aitor Galdós        | Euskaltel     | s.t.     |
| 8    | Enrico Rossi        | Cer. Flaminia | s.t.     |
| 9    | Luca Paolini        | Acqua & Sap.  | s.t.     |
| 10   | Peter Velits        | Team Milram   | s.t.     |

## Punteggi UCI
| Pos. | Corridore           | Squadra       | Punti |
| ---- | ------------------- | ------------- | ----- |
| 1    | Mark Cavendish      | Columbia      | 100   |
| 2    | Heinrich Haussler   | Cervélo       | 80    |
| 3    | Thor Hushovd        | Cervélo       | 70    |
| 4    | Allan Davis         | Quick Step    | 60    |
| 5    | Alessandro Petacchi | LPR Brakes    | 50    |
| 6    | Daniele Bennati     | Liquigas      | 40    |
| 7    | Aitor Galdós        | Euskaltel     | 30    |
| 8    | Enrico Rossi        | Cer. Flaminia | 20    |
| 9    | Luca Paolini        | Acqua & Sap.  | 10    |
| 10   | Peter Velits        | Team Milram   | 4     |

| Pos. | Squadra                 | Punti |
| ---- | ----------------------- | ----- |
| 1    | Cervélo TestTeam        | 150   |
| 2    | Team Columbia-High Road | 100   |
| 3    | Quick Step              | 60    |
| 4    | LPR Brakes-Farnese Vini | 50    |
| 5    | Liquigas                | 40    |
| 6    | Euskaltel-Euskadi       | 30    |
| 7    | Ceramica Flaminia       | 20    |
| 8    | Acqua & Sapone          | 10    |
| 9    | Team Milram             | 4     |

| Pos. | Nazione     | Punti |
| ---- | ----------- | ----- |
| 1    | Italia      | 120   |
| 2    | Regno Unito | 100   |
| 3    | Germania    | 80    |
| 4    | Norvegia    | 70    |
| 5    | Australia   | 60    |
| 6    | Spagna      | 30    |
| 7    | Slovacchia  | 4     |